# 田中嫺玉
田中 嫺玉（たなか かんぎょく、1925年3月2日 - 2011年7月20日）は、日本のベンガル語翻訳家、著作家。女性。「田中かん玉」とも表記。

## 概要
1925年（大正14年）、北海道旭川市生まれ。北海道庁立旭川高等女学校（現・北海道旭川西高等学校）、日本女子大学家政科に進学。1945年（昭和20年）に戦争が終わると、中退して帰郷し、結婚して男の子2人を育てる。1954年（昭和29年）に東京都新宿区に引っ越した。1959年（昭和34年）、目白ロゴス英語学校を卒業。1969年（昭和44年）に仏教学者の渡辺照宏、東京外国語大学教授の奈良毅もとでベンガル語のラーマクリシュナの言行録『不滅の言葉』の翻訳を始め、5年後の1974年（昭和49年）に抄訳本を奈良毅と共訳で自費出版。同年、日本翻訳家協会から分裂した平松幹夫らによる同名の組織・日本翻訳家協会による日本翻訳文化賞を、奈良毅とともに受賞した。『不滅の言葉』は、1980年に三学出版より刊行されている。昭和51年ラーマクリシュナの伝記をまとめはじめ、1980年に『インドの光』として三学出版から刊行。
ラーマクリシュナも重んじた聖典『バガヴァッド・ギーター』の翻訳も行い、翻訳特別功労賞を受賞。

## 著書
- 『インドの光 聖ラーマクリシュナの生涯』（中公文庫） 1991年、ブイツーソリューション 2009年

## 翻訳
- 『大聖ラーマクリシュナ 不滅の言葉（コタムリト）』（奈良毅 共訳、中公文庫） 1992年

マヘーンドラナート・グプターがまとめたラーマクリシュナの言行録の、ベンガル語原典からの抄訳。
- 『神の歌 バガヴァッド・ギーター』（三学出版） 昭和63年、TAO LAB BOOKS 2008年

日本ヴェーダーンタ協会で用いられる『シュリーマッド・バガヴァッド・ギーター（神の歌）』の底本となっている。
- 『マハーバーラタ』上・中・下（C.ラージャーゴーパーラーチャリ編、奈良毅共訳 、第三文明社、レグルス文庫） 1983年、のち新版（第三文明選書） 2017年
- 『大聖ラーマクリシュナ 不滅の言葉（コタムリト）』全5巻（ブイツーソリューション） 1巻 2011年、2巻 2012年、3巻 2014年、4巻 2015年、5巻 2017年

## 参照
1. 1 2 3 4 5 6  『不滅の言葉（コタムリト） 大聖ラーマクリシュナ 第5巻』 ブイツーソリューション 著者紹介
2. ↑  『神の歌 バガヴァッド・ギーター』 TAO LAB BOOKS 著者紹介
3. ↑  日本ヴェーダーンタ協会の最新情報 2006年3月 第4巻 第3号（PDF）